# Prophets of Rage
Prophets of Rage var en amerikansk rap metal-supergrupp grundad 2016, bestående av medlemmar från bland annat Rage Against The Machine, Audioslave, Public Enemy och Cypress Hill.
När återföreningen av Rage Against the Machine bekräftades 2019, meddelade B-Real och Chuck D att Prophets of Rage lades ner.

## Medlemmar
- Tom Morello – gitarr (2016–2019)
- Tim Commerford – basgitarr (2016–2019)
- Brad Wilk – trummor (2016–2019)
- DJ Lord – DJ, bakgrundssång (2016–2019)
- Chuck D – sång (2016–2019)
- B-Real – sång (2016–2019)

## Diskografi

### EP
- 2016 – The Party's Over

### Album
- 2017 – Prophets of Rage

Singlar (topp 20 på Hot Mainstream Rock Tracks)
- 2016 – "Prophets of Rage" (#4)
- 2017 – "Living on the 110" (#16)